# Augusto Bruschi
Pour les articles homonymes, voir Bruschi.
Augusto Bruschi (Calestano, 8 mars 1920 - Mort pour la France le 14 mars 1941 à Keren) est un militaire italien servant dans l'armée française, Compagnon de la Libération. Jeune émigré italien, il s'engage dans la Légion étrangère et participe à la campagne de Norvège et aux premières campagnes d'Afrique où il est tué au combat.

## Biographie
Augusto Bruschi naît à Calestano en Italie le 8 mars 1920 d'un père maçon. La famille émigre en Corse dans les années 1920 et s'installe à Frasseto. Arrivés à l'âge adulte, Augusto et ses quatre frères décident de s'engager dans la Légion étrangère. Il s'enrôle le 2 septembre 1938 à Ajaccio. En 1940, Bruschi est affecté à la 13e demi-brigade de Légion étrangère et est engagé dans la campagne de Norvège durant laquelle il participe à la bataille de Narvik.
À l'issue de cette campagne, la 13e DBLE débarque en Angleterre en juin 1940 après un rapide passage en France. La plupart des légionnaires choisissent alors de rallier la France libre ce que fait Augusto Bruschi en s'engageant dans les forces françaises libres le 1er juillet. Toujours au sein de la 13e DBLE, il prend part à l'expédition de Dakar puis à la campagne d'Érythrée contre les troupes de son pays natal. Le 14 mars 1941, alors que son unité opère pour couper la voie ferrée reliant Keren à Asmara, Augusto Bruschi est tué au combat.

## Décorations
|  |  |  |

| Chevalier de la Légion d'honneur | Chevalier de la Légion d'honneur | Compagnon de la Libération | Compagnon de la Libération | Croix de guerre 1939-1945 | Croix de guerre 1939-1945 |